# Epibator nigrofasciolatus
Espèce
Synonymes
- Lygosoma nigrofasciolatum Peters, 1869
- Lioscincus nigrofasciolatum (Peters, 1869)
- Lygosoma arborum Bavay, 1869
- Lygosoma deplanchei Bocage, 1873

Statut de conservation UICN

 LC  : Préoccupation mineure
Epibator nigrofasciolatus est une espèce de sauriens de la famille des Scincidae.

## Répartition
Cette espèce est endémique de Nouvelle-Calédonie. Elle se rencontre aussi dans les îles de Grande Terre, de Lifou, de Maré, de Ouvéa et des Pins ainsi que dans les îles Belep.

## Publication originale
- Peters, 1869 : Über neue Gattungen und neue oder weniger bekannte Arten von Amphibien (Eremias, Dicrodon, Euprepes, Lygosoma, Typhlops, Eryx, Rhynchonyx, Elapomorphus, Achalinus, Coronella, Dromicus, Xenopholis, Anoplodipsas, Spilotes, Tropidonotus). Monatsberichte der Königlich Preussischen Akademie der Wissenschaften zu Berlin, vol. 1869, p. 432-447 (texte intégral).